# Helenów (Ozorków)
Pour les articles homonymes, voir Helenów.
Helenów est une localité polonaise de la gmina d'Ozorków, située dans le powiat de Zgierz en voïvodie de Łódź.